# 于布西
于布西（法語：Ubexy，法語發音：[ypsi] ⓘ）是法国大东部大区孚日省的一个市镇，位于该省北部，属于埃皮纳勒区和埃皮纳勒城市圈公共社区。

## 地理
于布西（48°20'6"N, 6°16'22"E）面积5.01 平方千米，位于法国大東部大區孚日省，该省份为法国东北部内陆省份，北起默兹省和默尔特-摩泽尔省，西接上马恩省，南至上索恩省和贝尔福地区省，东临上莱茵省和下莱茵省。
与于布西接壤的市镇（或旧市镇、城区）包括：布克叙吕勒、布朗蒂尼、沙尔姆、埃沃和梅尼勒、拉佩、吕涅、瓦尔蒙泽、万塞。
于布西的时区为UTC+01:00、UTC+02:00（夏令时）。

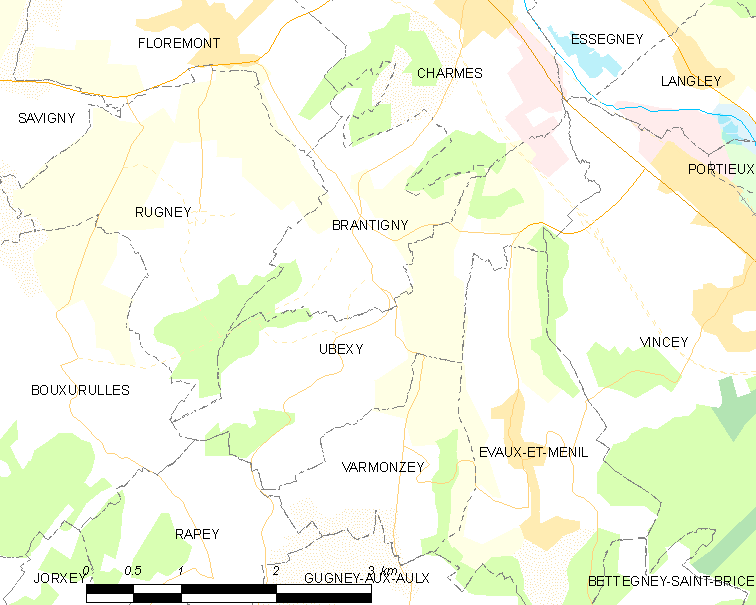
于布西的OSM定位图

## 行政
于布西的邮政编码为88130，INSEE市镇编码为88480。

## 政治
于布西所属的省级选区为沙尔姆县。

## 交通
孚日省省道D28线、D33线、D36线和D38线经过境内，其中D28线经过镇中心。

## 人口

1962-2008年间于布西人口变化图示

于布西于2022年1月1日时的人口数量为169人。